# XII. Erik svéd király
XII. Erik Magnusson (1339 – 1359. június 21.) svéd alkirály 1344-től 1356-ig és svéd társkirály 1356-tól.
IV. Magnus király fiaként született, és a nemesség követelése folytán 1351-ben édesapja társuralkodója lett, 1356-tól pedig tényleges társkirály. Dél-Svédországban és Finnországban uralkodott, de 1359-ben kibékült édesapjával és Svédország újra egyesült. A fiatal király még ebben az évben elhunyt, egyesek szerint anyja, Namuri Blanka mérgeztette meg.

## Házassága
Erik 1356-ban házasodott meg Bajorországi Euphemiával (1344 – 1359. december 25.), aki egy gyermeket szült férjének:
- ismeretlen nevű fiú[1] (élt 1359-ben)